# لوسيو غوتيريز
لوسيو غوتيريز (بالإسبانية: Lucio Gutiérrez) (و. 1957 – م) هو سياسي من الإكوادور ولد في غواياكيل.
تولى منصب رئيس الإكوادور (2003-01-15–2005-04-20) .

## روابط خارجية
- لوسيو غوتيريز على موقع الموسوعة البريطانية (الإنجليزية)
- لوسيو غوتيريز على موقع مونزينجر (الألمانية)